# 신토코로자와역
신토코로자와역(일본어: 新所沢駅)은 일본 사이타마현 도코로자와시에 있는 세이부 철도 신주쿠 선의 역이다.
이 역과 이리소 역 사이에 미나미이리소 차량기지가 있어서 이 역까지 운행하는 열차도 많다.

## 타는 곳
| ↑ 항공공원       |
| \| 4 3 \| 2 1 \| |
| 이리소 ↓         |

| 1・2 | ■신주쿠 선 | 혼카와고에 방면                                                |
| 3・4 | ■신주쿠 선 | 다나시・다카다노바바・세이부신주쿠・ 고쿠분지 선 고쿠분지 방면 |

- 2번과 3번 타는 곳이 본선으로 사용되며, 1,4번 타는 곳은 대피선이나 시종착역 열차 대기선으로 사용한다. 또한, 고쿠분지 행 열차는 4번 타는 곳에 진입한다.

## 출구 정보
- 서쪽 출입구(西口)
  - 아키쿠사가쿠엔 단기대학
- 동쪽 출입구(東口)
  - 도코로자와 시민 체육관

## 역사
- 1938년 6월 21일 : 개업
- 1959년 2월 1일 : 지금의 역명으로 변경.
- 1996년 12월 : 승강장을 섬식 1면 2선에서 복합식 2선 4면으로 변경.
- 1998년 3월 26일 : 쾌속급행 열차 정차.
- 2003년 3월 12일 : 고쿠분지 선 직결 고쿠분지행 열차 운행 개시.

## 인접역
| 세이부 철도■신주쿠선                  | 세이부 철도■신주쿠선             | 세이부 철도■신주쿠선      |
| ------------------------------------- | -------------------------------- | ------------------------- |
| 도코로자와 세이부 신주쿠 방면         | ■쾌속급행・■통근급행（상행선만） | 사야마 시 혼카와고에 방면 |
| 항공공원 세이부 신주쿠, 고쿠분지 방면 | ■급행・■준급・■보통              | 이리소 혼카와고에 방면    |